# Рожново (Торжокский район)
Рожново — деревня в Торжокском районе Тверской области. Входит в состав Сукромленского сельского поселения.

## История
В 1940 году деревня входила в Васильцевский сельсовет Высоковского района Калининской области.
В 1990 году деревня входила в Альфимовский сельсовет Торжокского района.
До 2005 года входила в Альфимовский сельский округ.

## Население
На начало 2008 года население деревни — 23 жителя
| 2010 |
| ---- |
| 13   |